# Colibri thalassin
Colibri thalassinus
Espèce
Statut de conservation UICN

 LC  : Préoccupation mineure
Répartition géographique
Statut CITES
Le Colibri thalassin (Colibri thalassinus (Swainson, 1827)) est une espèce d'oiseau appartenant à la famille des Trochilidae.

## Description
Cet oiseau mesure environ 10,5 cm de longueur. Il ne présente pas de dimorphisme sexuel. Il possède un plumage essentiellement vert avec des joues bleu violacé et une bande sombre sur la queue.

## Habitat
Cet oiseau fréquente les boisements clairs.

## Comportement
Le mâle émet son chant répétitif du haut d'un arbre.

## Sous-espèces
D'après Alan P. Peterson il existe 5 sous-espèces :
- Colibri thalassinus cabanidis (Heine, 1863) ;
- Colibri thalassinus crissalis Todd, 1942 ;
- Colibri thalassinus cyanotus (Bourcier, 1843) ;
- Colibri thalassinus kerdeli Aveledo & Perez, 1991 ;
- Colibri thalassinus thalassinus (Swainson, 1827).